# Capie pleso
Capie pleso (deutsch 	Szentiványi-See, ungarisch Szentiványi-tó, polnisch Capi Staw) ist ein Bergsee (genauer ein Karsee) auf der slowakischen Seite der Hohen Tatra.
Er befindet sich im Abschluss des Tals Mlynická dolina in einem Kessel zwischen den Bergen Hrubý vrch im Westen und Štrbský štít im Osten und seine Höhe beträgt 2075 m n.m. Seine Fläche liegt bei 30.540 m², er misst 246 × 175 m und seine maximale Tiefe beträgt 17,5 m. Der See hat keinen oberirdischen Abfluss, gehört aber zum Einzugsgebiet des Poprad über die Mlynica.
Der Name des Sees hängt mit dem vormals häufigen Vorkommen von Gämsen im Tal zusammen und ist mit der Benennung der nahen Seegruppe Kozie plesá (deutsch Gemsenseen) verwandt. Das slowakische Wort capie (n.) ist ein Adjektiv zum Substantiv cap, zu deutsch Bock, Ähnliches gilt für den polnischen Namen Capi Staw. Die deutschen und ungarischen Namen sind hingegen vom Namen des Gründers der Sommerfrische Tschirmer See, dem heutigen Ort Štrbské Pleso, Jozef Szentiványi, abgeleitet worden. Dieser Name wurde von Martin Róth vorgeschlagen und vom Ungarischen Karpathenverein offiziell angenommen.
Unweit des südlichen Seeufers verläuft ein gelb markierter Weg von Štrbské Pleso heraus zum Sattel Bystrá lávka am Übergang in das Tal Furkotská dolina.